# Ren Xuecheng
Ren Xuecheng (chiń. 任雪层; ur. 21 maja 1985) – chińska zapaśniczka w stylu wolnym. Zdobyła trzy medale mistrzostw świata, złoto w 2005, srebro w 2006 i 2007. Złoty medal mistrzostw Azji w 2005, srebrny w 2008. Pierwsza w Pucharze Świata w 2006; trzecia w 2003 i czwarta w 2007 roku.